# Jakow Germanowitsch Gering
Jakow Germanowitsch Gering (russisch Яков Германович Геринг; * 29. Februar 1932 in Luxemburg, Georgische SSR; † 21. November 1984 in Moskau) war ein sowjetischer Zootechniker und Vorsitzender eines landwirtschaftlichen Musterbetriebs in der Kasachischen SSR.

## Leben
Gering wurde in eine russlanddeutsche Familie geboren. 1941 wurde seine Familie im Zuge der stalinistischen Deportationen nach Kasachstan verschleppt. Ab 1946 arbeitete er in einem Betrieb zur Herstellung von Filzstiefeln.
Nach seinem Fernstudium an der Landwirtschaftlichen Hochschule Barnaul, das er 1963 mit Auszeichnung abschloss, übernahm er 1959 die Leitung der Kolchose „30 Jahre Kasachische SSR“ im Gebiet Pawlodar. Mit Hilfe von Bewässerungsanlagen und Rassezüchtung von Milchkühen legte er den Grundstein für den wirtschaftlichen Erfolg des Betriebes, der zu den profitabelsten in der ganzen Sowjetunion wurde. In der Zentralsiedlung Konstantinowka befanden sich neben einem modernen Krankenhaus ebenfalls eine wissenschaftliche Versuchsstation, eine Musikschule, ein landwirtschaftliches Technikum sowie ein Zoo. 1989 zählten Konstantinowka und Rawnopol zusammen 5.000 Einwohner mit einem deutschen Anteil in Höhe von 77 %.
Gering wurde 1966 als Held der sozialistischen Arbeit ausgezeichnet. Seine weiteren Auszeichnungen: zwei Leninorden, Orden der Oktoberrevolution, Orden des Roten Banners der Arbeit. 1971 wurde er zum Kandidaten der Agrarwissenschaften promoviert. 1975 wurde er zum Deputierten des Obersten Sowjets der UdSSR gewählt.
Gering starb 1984 in Moskau nach seiner agrarpolitischen Rede vermutlich an einem Herzinfarkt. In Pawlodar wurde eine Straße nach ihm benannt, und in seinem ehemaligen Wirkungsort wurde ein Schulmuseum eingerichtet.